# Emboloecia erubescens
Emboloecia erubescens là một loài bướm đêm trong họ Noctuidae.